# Tommie Smith
Tommie Smith (født 6. juni 1944) er en amerikansk tidligere atletikudøver.

## Atletikkarriere
Smith var en alsidig sprinter, der satte fire verdensrekorder i 1966: 200 m og 200 yards, henholdsvis på normal bane (med kurve) og på lige bane. I 1967 satte han verdensrekord på 400 m og 400 yards, og han blev amerikansk universitetsmester på 220 yards og amerikansk mester på 200 m i 1968. Desuden var han med på det hold, der i 1966 som det første nogensinde løb 4 × 400 m under 3 minutter, da de kom ind i tiden 2.59,6 minutter.
Han var derfor en af de helt store favoritter med OL 1968 i Mexico City, men han var dog blevet besejret i kvalifikationsstævnet for USA inden OL, hvor John Carlos havde sat en uofficiel verdensrekord på 19,7 sekunder; denne blev dog ikke godkendt, da han havde brugt sko med for mange pigge. Ved legene vandt Smith sit indledende heat som dem næsthurtigste, hvor un australieren Peter Norman i sit heat var en anelse hurtigere. I kvartfinalen var Smith hurtigst og i semifinalen var det Carlos og Smith, der var hurtigst. I dette løb forstrakte Smith en lårmuskel, så han måtte bindes kraftigt op til finalen. Her var det Carlos, der kom ud af svinget med et forspring på 1½ m, men på opløbssiden satte Smith tempoet i vejret og kom i mål i ny verdensrekordtid på 19,83 sekunder. Da Carlos indså, at han ikke kunne vinde, satte han farten ned, hvilket betød, at Norman akkurat kunne overhale ham og tage sølv, mens Carlos fik bronze.
Smith og Carlos havde nær ikke deltaget i legene, da de som tilhængere af Black Power-bevægelsen havde overvejet at følge en boykot-opfordring, som var organiseret af Harry Edwards, en afroamerikansk sociologiprofessor. Men de valgte trods alt at deltage, og så foranstaltede de deres egen protest mod racisme. De gik barfodede på sejrspodiet, hvor de også bar mærkater (hvilket Norman i øvrigt også gjorde), og under afspilningen af den amerikanske nationalmelodi bøjede de hovederne og rakte en sortbehandsket knytnæve op. IOC var rasende over denne politiske tilkendegivelse under OL, og den amerikanske olympiske komité bortviste de to fra holdet.
Demonstrationen blev negativt dækket af medier i både USA og store dele af resten af verden, men Smith og Carlos fik senere heltestatus i den amerikanske borgerrettighedsbevægelse og hos menneskeretsforkæmpere i almindelighed. Smith og Carlos var også taknemmelige over støtten fra Norman og glemte ham ikke siden; da Norman døde i 2006, var de to amerikanere blandt kistebærerne ved hans begravelse. Smith modtog i 2008 Arthur Ashe Courage Award (Arthur Ashe-prisen for mod) for sin handling under sejrsceremonien.
I årene efter OL blev Smith udsat for had og trusler, og han blev udelukket fra nationale og internationale sportsstævner i årene efter, hvilket blandt andet betød, at han ikke fik mulighed for at forsvare sit OL-guld ved legene fire år senere.

## Videre karriere
Smith havde også en karriere inden for amerikansk fodbold og spillede tre sæsoner for Cincinnati Bengals, primært på klubbens andethold.
Smith fortsatte med at ytre sig til fordel for lighed og social retfærdighed, og han tog en uddannelse i sociologi, hvor han afsluttede med en mastergrad i 1974. Herefter underviste han samt fungerede som atletiktræner.